# Иоанн (Зиновьев)
Иоанн (в миру Сергей Петрович Зиновьев; 4 июля 1950, Днепропетровск) — украинский религиозный деятель. Клирик малочисленной и канонически непризнанной Российской православной церкви с титулом «Архиепископ Запорожский и Малороссийский, Экзарха всей Украины». В 2003—2006 — клирик РПЦЗ, в 1996—2003 — епископ Киевского Патриархата, в 1980—1996 — священник Русской православной церкви.

## Биография
Родился 4 июля 1950 года в Днепропетровске в семье русского происхождения.
В 1972 году окончил Днепропетровский государственный госуниверситет. Во время учёбы в университете женился.
30 сентября 1979 года архиепископом Симферопольским и Крымским Леонтием (Гудимовым) был рукоположён во диакона, а 20 января 1980 года — в священника. В 1988 года был возведён в сан протоиерея.
В 1996 году перешёл в УПЦ КП. 30 июня 1996 года он был пострижен в монашество с наречением имени Иоанн и вскоре возведён в сан архимандрита. 18 июля 1996 года был рукоположён во епископа Донецкого и Луганского. 20 февраля 1997 года был отстранён от управления епархией и уволен за штат.
20 апреля 1997 года был назначен епископом Полтавским и Кременчугским, но 3 сентября 1997 года снова был уволен за штат.
19 февраля 1998 года был назначен епископом Богуславским, викарием Киевской епархии.
24 ноября 1998 года назначен епископом Одесским и Балтским. 6 июля 2000 года был отстранён от управления епархией и почислен за штат. 22 октября 2000 года епископ Иоанн вновь был назначен управляющим Одесско-Балтской епархии УПЦ КП и возведён в сан архиепископа.
В 2001 году снова был отстранён от управления епархией и выведен за штат. Около двух лет архиепископ Иоанн числился внештатным архиереем Киевского патриархат.
2 марта 2003 года присоединился к Одесско-Запорожской епархии Русской православной церкви заграницей в сане архимандрита. Тогда же указом епископа Агафангела (Пашковского) назначен настоятелем Введенского храма в Запорожье (ул. Краснолесская, 14).
Согласно его интервью 2007 года: «придя в РПЦЗ, я, как и вся наша тогда ещё Запорожская епархия, попал, вследствие наших скудных сведений о действительном положении дел в РПЦЗ, вначале в распоряжение Лавровского Синода, а по его решению в распоряжение еп. Агафангела (Пашковского). Естественно, что все сведения, связанные с отстранением Митрополита Виталия от Первоиераршества в 2001 году, мы получили оттуда в искажённой пролавровской интерпретации. Иной информации, по причине нашей информационной изолированности того времени, мы не могли получить, да и особо не стремились, поскольку полностью доверяли Синоду РПЦЗ(Л), априори считая его Высшей Церковной Властью РПЦЗ. Этим и определилось дальнейшее наше отношение ко всем событиям, происходившим в то время в Мансонвилле, и взаимоотношениям между Владыкой Виталием и лавровской группировкой, именовавшей себя Архиерейскими Собором и Синодом РПЦЗ».
Был участником Четвёртого Всезарубежного собора, прошедшего с 7 по 14 мая 2006 года в большом зале при кафедральном Радосте-Скорбященском соборе в Сан-Франциско. Согласно его интервью 2007 года: «То, насколько лживым и запрограммированным был этот „собор“, то, как беспардонно, бессовестно и цинично на нём осуществлялось „выкручивание рук“ тем его участникам, которые не были согласны с „объединением“ РПЦЗ с МП, а также все последовавшие за „собором“ подтасовки его итогов поставили нас перед очевидным фактом измены всего епископата РПЦЗ(Л) тем фундаментальным принципам РПЦЗ, которые были положены в Её основу великими Её Первоиерархами Антонием, Анастасием, Филаретом и Виталием. Это и привело, в конечном итоге, к изменению нашего отношения к законности и легитимности современного существования и деятельности т. н. Архиерейских Собора и Синода РПЦЗ(Л) на отрицание их и переоценке законности и каноничности всех событий, связанных с установлением т. н. Архиерейских Собора и Синода РПЦЗ(Л) в качестве Высшей Церковной Власти РПЦЗ в прошлом <…> Видя „плоды худые“ всего епископата РПЦЗ(Л) на протяжении проведения т. н. IV Всезарубежного Собора РПЦЗ(Л) и после него, перед нами встал вопрос о том, с какого момента Первоиерарха РПЦЗ подменили „волки хищные“. Ответ был однозначен — с момента, произведённого путём обмана, отстранения Первоиерарха РПЦЗ Митрополита Виталия от законного возглавления им Церкви, бесчинным проМП-шным сборищем заговорщиков под главенством архиерея Лавра (Шкурлы)».
Первоначально поддерживал епископа Агафангела (Пашковского). Так, в статье, датированной августом 2006 года, он написал: «все мы, духовенство и паства Одесской и Запорожской епархий РПЦЗ, твёрдо уверены в том, что на своего архиерея мы всегда можем положиться. Нам некуда плыть. Мы есть и будем в РПЦЗ. Если и оправдаются наихудшие прогнозы в отношении „объединения“ РПЦЗ с МП, мы все уверены, что именно усилиями нашего архиерея, владыки Агафангела, обновлённая Зарубежная Церковь продолжит своё дальнейшее шествование к последнему дню этого мира, ко встрече со своим Архиереем Великим, Господом нашим Иисусом Христом». Но затем резко меняет свою позицию:

Окончательную точку в переоценке действительного канонического состояния т. н. Архиерейских Собора и Синода РПЦЗ(Л) <…> поставило одобрение и утверждение «Акта о каноническом общении» с МП Архиерейским Синодом РПЦЗ(Л) на своём заседании 7 сентября 2006 года в Нью-Йорке, которыми т. н. «синод» сделал выполнение всех пунктов этого «Акта» обязательным для себя и, тем самым, ушёл в полном составе в раскол МП, составив собою бесчинное МП-шное раскольничье сборище. А черту подвело «ПОЯСНЕНИЕ к решениям собрания Одесской и Запорожской епархий РПЦЗ», тогда ещё епархиального архиерея Одесской и Запорожской епархий РПЦЗ(Л) еп. Агафангела (Пашковского). «ПОЯСНЕНИЕ» это заключало состоявшееся 12 октября 2006 года чрезвычайное епархиальное собрание Одесской и Запорожской епархий, созванное еп. Агафангелом (Пашковским) «в одесском Свято-Михайловском епархиальном доме» с целью «обсудить ситуацию, возникшую в связи с утверждением нашим Синодом „Акта о каноническом общении“». На этом собрании было принято решение «воздержаться от возношения» имени Лавра «на богослужениях». А уже 17 октября 2006 года, через пять дней после завершения чрезвычайного епархиального собрания, Пашковский в своём «ПОЯСНЕНИИ к решениям собрания Одесской и Запорожской епархий РПЦЗ», размещённом на его сайте, заявил следующее: «Мы не отделяемся от Архиерейского Синода, возглавляемого нашим Первоиерархом, митрополитом Лавром, но считаем, что произошла ошибка в связи с утверждением Акта о каноническом общении, которую ещё можно исправить». <…> Своё личное заявление он сделал от имени возглавляемых им Одесской и Запорожской епархий без какого-либо согласования с самими этими епархиями. По-видимому, такими своими действиями Пашковский желал продемонстрировать ту «соборность», к которой он постоянно призывает и о которой он так любит разглагольствовать между своими бонапартистскими «деяниями».
23 ноября 2006 года решением Архиерейского Синода РосПЦ был принят в «Российскую православную церковь», возглавлявшуюся бывшим епископом РПЦЗ(В) Антонием (Орловым). Вместе с ним туда перешли три клириками РПЦЗ. Тогда же Архиерейского Синода РосПЦ учредить Малороссийскую епархию Российской Православной Церкви, включающую в себя Украину, Крым и Молдову, а самого Иоанна (Зиновьева) постановил рукоположить его во епископа с титулом Запорожский и Малороссийский. Как отмечалось на сайте portal-credo.ru, «решение о его хиротонии в РосПЦ формально противоречит определению её Архиерейского Собора от 3 ноября [2006 года], которое гласит, что все клирики, получившие сан в РПЦ МП, при присоединении к РосПЦ подлежат новому крещению и рукоположению. Вместе с тем, вопрос о создании Малороссийской епархии РосПЦ через принятие Запорожской епархии РПЦЗ(Л) является „стратегическим“ важным для решения вопроса о „наследстве“ РПЦЗ в Украине, поэтому Архиерейский Синод РосПЦ мог пойти в этом случае на некоторую „икономию“».
24 ноября 2006 года в кафедральном храме Центрально-Российской епархии РосПЦ в Щербинке Московской области был рукоположён во «епископа Запорожского и Малороссийского». Хиротонию совершили: Антоний (Орлов), Дамаскин (Балабанов), Стефан (Бабаев). При этом за богослужением, во время которого состоялась хиротония, присутствовало не более 10 человек.
28 июня 2007 года подписал решение Архиерейского Собора РосПЦ об запрещении в священнослужении епископа Дамаскина (Балобанова), но уже 29 июля того же года в документе «ЗАПРОС АРХИЕРЕЙСКОГО СИНОДА» констатировался переход епископа Иоанна на сторону епископа Дамаскина. 29 июля 2007 года своём «Разъяснении» на «Запрос» он заявил, что «вся чреда событий произошедших во время прохождения Собора показала, насколько зависимым в занимаемой им позиции и принимаемых им решениях оказался Митрополит Антоний от давления, оказываемого на него со стороны третьих лиц. И зависимость эта оказалась настолько велика, что, через своё влияние на Первоиерарха, эти третьи лица буквально вторглись в управление Церковью», а также отозвал свою подпись по документом от 28 июня 2007 года. Таким образом вместе с Дамаскином (Балобановм) он образовал новую религиозную организацию, которая также называлась Российской православной церковью, но для различения стала именоваться РосПЦ(Д).
1 сентября 2007 года был наделён титулом «архиепископа Запорожского и Малороссийского, Экзарха всей Украины». После назначения отметил: «К особенностям церковной жизни на Украине можно отнести её многоконфессиональность, привязанную зачастую к территориально-этнической принадлежности населения, проживающего в том или ином регионе Украины. При этом имеет место инфраструктурная неразвитость РосПЦ на Украине. Поэтому в этой области свою деятельность мне здесь приходится начинать чуть ли не с чистого листа. В этой плоскости как раз и лежат те трудности и проблемы, с преодолением которых в первую очередь мне и приходится сталкиваться в качестве экзарха Украины как администратора».
В связи с созданием 27 апреля 2009 года отдельной епархии в Молдове, его юрисдикция уже не распространялась на это государство. Проживал в Запорожье, где находится большая часть его приходов.